# Русахинили
Русахинили — столица древнего государства Урарту периода его заката, расположенная на укрепленной скале Топрак-кале к востоку от современного города Ван, в Турции. Русахинили был сооружён урартским царём Русой I после того, как ассирийский царь Тиглатпаласар III в 735 году до н. э. нанёс решающее поражение отцу Русы, Сардури II, и разорил предыдущую столицу Урарту, город Тушпу. Руса I назвал город в свою честь.

## История изучения
О существовании Урарту как государства учёным стало известно к середине XIX века, после того как в Европу попали первых копии клинописных надписей, сделанных на Ванской скале. Первые раскопки на Топрах-кале были произведены британским вице-консулом в Ване капитаном Клейтоном и археологом Ормуздом Рассамом в 1879 году. Основное внимание было уделено храму, который в то время ещё хорошо сохранился на северном склоне скалы. В результате раскопок был обнаружен ряд ценных предметов, включая украшения, царские щиты, декоративные фризы из камня и прочее. Большинство этих находок попали в Британский музей.
В 1898—1899 годах на Топрах-кале работала немецкая археологическая экспедиция во главе с Леманом-Гауптом. Предметы, обнаруженные этой экспедицией, в основном попали в Берлинский музей, однако многие из них вывезены не были и составили основу фондов Ванского музея — археологического музея Турции, собравшего оставшиеся находки из Тушпы и Русахинили. По результатам работ экспедиции был опубликован многотомный труд Леммана-Гаупта.
В 1911—1912 годах небольшие раскопки на Топрах-кале произвёл академик Орбели
С конца Первой мировой войны по настоящее время на месте Русахинили расположен опорный пункт турецкой регулярной армии, поэтому Топрах-кале всё это время закрыт для туристов и археологов.

## Дворец
Согласно опубликованным документам дворцовый (не считая членов семейств) персонал насчитывал 5507 человек.

## Устройство города

### Водоснабжение города
Царь Руса I для организации бесперебойного водоснабжения был вынужден организовать ряд сложных гидротехнических работ. В 30 км от города его усилиями было создано искусственное озеро с несколькими плотинами, соединявшееся двумя каналами с городом. Уровень воды озера был на 900 м выше Русахинили. Эти конструкции позволили населению сделать земли вокруг Русахинили орошаемыми и выращивать на них сады. Подача пресной воды в Русахинили составляла 2.5 — 3 м³/сек. Гидротехническое сооружение Русы I просуществовало около 2500 лет до 1891 года, когда было разрушено из-за недостатков технического обслуживания и сильного наводнения. Учёные считают систему водоснабжения Русахинили сооружением, которое не уступало аналогичным гидротехническим объектам современности.